# Barcita zaleodes
Barcita zaleodes là một loài bướm đêm trong họ Noctuidae.